# 프리드리히 부등식
수학에서 프리드리히 부등식은 Kurt Friedrichs가 만든 함수해석학의 정리다. 이 정리는 정의역의 기하학 그리고 함수의 약도함수에서 Lp유계를 사용하는 함수의 상황에서 쓰인다. 그리고 소볼레프 공간의 특정 노름과 동일하다는 것을 보여줄 수 있다. 프리드리히 부등식은 k=1일 때의 푸엥카레-비르팅거 부등식을 일반화한다.

## 명제
{\displaystyle \Omega }를 유클리드 공간 {\displaystyle \mathbb {R} ^{n}}에서 지름이 {\displaystyle d}인 유계 집합이라 하자. {\displaystyle u:\Omega \to \mathbb {R} }가 소볼레프 공간 {\displaystyle W_{0}^{k,p}(\Omega )} 에 있다고 가정하자.
즉 {\displaystyle u\in W^{k,p}(\Omega )}이고, 경계 {\displaystyle \partial \Omega }의 {\displaystyle u}의 자취는 0이다. 그러면 아래의 식이 나온다.{\displaystyle \|u\|_{L^{p}(\Omega )}\leq d^{k}\left(\sum _{|\alpha |=k}\|\mathrm {D} ^{\alpha }u\|_{L^{p}(\Omega )}^{p}\right)^{1/p}.}위 식에서
- {\displaystyle \|\cdot \|_{L^{p}(\Omega )}}는 Lp 노름이다.
- α = (α1, ..., αn)은 노름 |α| = α1 + ... + αn;의 다중지표이다.
- Dαu는 혼합 편도함수이다.{\displaystyle \mathrm {D} ^{\alpha }u={\frac {\partial ^{|\alpha |}u}{\partial _{x_{1}}^{\alpha _{1}}\cdots \partial _{x_{n}}^{\alpha _{n}}}}.}

## 같이 보기
- 푸앵카레 부등식

## 참조
- Rektorys, Karel (2001) [1977]. 〈The Friedrichs Inequality. The Poincaré inequality〉. 《Variational Methods in Mathematics, Science and Engineering》 2판. Dordrecht: Reidel. 188–198쪽. ISBN 1-4020-0297-1.